# Samuel Wesley (poeta 1691)
Samuel Wesley Jr. (Spitalfields, 10 febbraio 1691 – Tiverton, 6 novembre 1739) è stato un poeta e religioso britannico. Presbitero anglicano, fratello minore di John e Charles Wesley, a differenza di questi non ebbe un ruolo nella fondazione del movimento metodista.

## Biografia
Figlio di Samuel Sr. e di Susanna Annesley, Wesley nacque a Spitalfields (Londra) nel 1690, stando alla sua testimonianza, o nel 1691. Studiò alla Westminster School e conseguì il Bachelor of Arts (1715), poi il Master of Arts (1718), alla Christ Church di Oxford. Ordinato sacerdote, fu insegnante alla Westminster School dal 1713 al 1733, poi alla Blundell's School di Tiverton. Sposò Ursula Berry, figlia del vicario di Walton, dalla quale ebbe sei figli, due soli dei quali sopravvissero all'infanzia. Non fu metodista. Compose il testo di numerosi inni liturgici, il più noto dei quali è The Lord of Sabbath let us praise.